# 年轻地球创造论
“年轻地球创造论”（英語：Young Earth creationism）是创造论的一种，该理论的中心论点为，地球和其上的生命仅在大约6千年至不超过1万年前被上帝的直接作为创造出来。坚持这种理论的人普遍认为，《希伯来圣经·创世纪》里面提到的创世七天描述的是自有时间开始准确不差的七个24小时。在相信这种理论的人眼中，对整个《圣经》的完全来自字面的解释才是与历史和真相相符合的，对地球存在时间的计算也只能以此为准。持此观点的一部分人还认为，他们在创造论的框架裡的观点应该比自然科学占有更高地位，或者起码有与之平等的地位。

## 歷史

### 起源
年轻地球创造论最早的根源（主要指西方世界）来自犹太教。当时的观点认为，地球的年龄很短，在6日内被造成。比如公元1世纪时的犹太历史学家弗拉尤斯·约瑟夫斯就如此认为。
基督教认为宇宙是上帝创造的，因为基督教在欧洲的影响，因此年轻地球创造论在长时间内是欧洲的主流思想，就包括多位被认为是现代科学奠基人的大家，比如哥白尼、开普勒、法拉第、伽利略、牛顿、麦克斯韦、帕斯卡和思特诺。直到自然科学的研究方法继续发展之后，科学家開始使用逻辑推理和观察重新思考地球起源的问题。

### 作为科学假说的末日
进入18世纪，随着地质学这一新兴学科的发展，对年轻地球创造论的支持与日俱减。早期的地质学家认为，地球的年龄必须是很长的，这样才有解释可观察到的大量地质现象的条件。被认为是现代地质学之父的詹姆斯·赫顿认为，地球的年代比我们能想像到的久远的多，甚至是无穷尽的。
赫顿的主要理由是：他观察到的地壳表层的许多现象根本无法在一个很短的时间里经由一场大灾难而形成，那个形成的过程与我们在今天的地球上可以观察到的变化相似（均变论）。因为这些过程都是缓慢进行的，所以这些变化要成为可能，地球的年龄必须是很长的。在赫顿提出此理论不久之后，当时的地质学就估计出地球的形成年代起码在几百万年以上，此数字尽管和当今的估算数字比还小了很多，但已经与完全按字面解释《圣经》而能得出的“几千年”的地球年龄十分不符。
赫顿的思想在19世纪早期经由查理斯·莱尔爵士的推介而流行起来。经过莱尔爵士的大力推动，科学界的主流和大众渐渐接受了“地球形成年代很久远”这一观点。但是直到19世纪中叶，年轻地球创造论仍然是学界裡一个值得重视的假说。当时许多地质学的带头人自己就是教牧人员，如威廉·巴克兰，牛津大学地质学系的第一位教授。许多宗教团体开始放弃建立在据字面解释《圣经》裡创世历史而得出的年轻地球创造论，而转向认为《创世纪》里面的记载只应被理解成类似比喻的形象化的演示。
进入20世纪，科学的年代测量方法有了大发展，出现了众多可靠的测量方法，这也使今天的科学界彻底不再把年轻地球创造论当成一种值得重视的科学假说。众多新的科学测量方法都把地球形成的年代认定在远远久于“年轻地球创造论”或“鸿沟创造论”等创世论所认为的数字上。仅放射年代测定法就有几种，年轮测定法中的被称为“霍恩海姆曲线”的方法目前甚至可以不间断地测定至公元前一万二千四百八十三年（2006年数字）。

### 在宗教背景中的复兴
随着20世纪基督教基要主义运动的不断加强，年轻地球创造论又获得了新的生机。1923年基督复临安息日会的乔治·麦克利迪·普莱斯写了《新地质学》一书，在书里以其原教旨主义的立场对地质学发难。他写作此书的灵感部分来源于怀爱伦的名为《牧首与先知》一书，怀爱伦本人也是基督复临安息日会的创始人之一，在她的书里，她描述了大洪水如何对地表特征起到了灾变性的影响。
普莱斯著作裡的内容后来被亨利·M·摩里斯和约翰·C·维特孔拾起并拓展。二人在1961年出版了名为《创世纪中的大洪水》一书。摩里斯和维特孔在书中宣称：地球在地质上是年轻的，绝大多数的地质层面是仅在一年之内堆积而成的（巴克兰在130年前也曾持相同观点）。二人在此基础之上又宣称：“进化论最后的避难所也会消失，石头留下的记录将是一个重大的证据，一个体现活生生的造物主所具的神圣、公义和权柄的证据。”
此书和里面的理论都成了新一代创造论者们的理论根基。他们围绕着由摩里斯建立的创世研究所活动起来。另一个类似的组织，作为宣教组织活动的创世研究学会，还试图从年轻地球创造论的观点出发对地质学的众多标准进行新的解释。
摩里斯的思想对创造论和原教旨主义基督教运动有巨大影响。凭借一些富有的保守派组织和个人在经济上的支持，被摩里斯称为“创造论科学”的学说在美国和世界上传播开来。他的书也被翻译为至少10种语言。
年轻地球创造论的“复兴”基本上未对现代科学产生明显影响。创造论已经为绝大多数科学工作者放弃，即便仍有创造论的学说以科学的面目出现，也被认为是不严肃的。创造论目前对教育仍然存在明显影响，尤其在美国，“该不该允许公立学校也教授年轻地球创造论”这一题目，总还能引起持不同观点人的大论战。
年轻地球创造论对宗教的影响基本仅限于极端保守的犹太教派和基要主义的基督教新教教派。几乎全部的基督教其他教派都拒绝该理论。很多神学家认为，《圣经·创世纪》里面的创世历史不能只从字面去理解。

## 要点

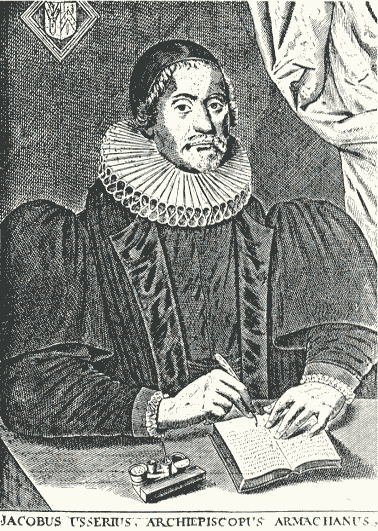
愛爾蘭總主教詹姆士·阿舍爾 (1581–1656年)

年轻地球创造论者主要是极端保守的犹太教徒或福音派、基要派基督徒。他们视《创世纪》里面的记载为准确史实或者起码是絕對无误的客观记述。这种观点有别于其他派别创造论的特别之处在于，它相信地球形成年代距今并不久远，约在6000至10,000年前，地球是年轻的（与之比较，当前科学普遍认同的地球的年龄有45亿年），此年龄主要根据《圣经·创世纪》里面的谱系和其他章节的记载推算而来。该推算传承了爱尔兰总主教詹姆士·阿舍爾（1581-1656）的计算系统，阿什尔曾算出上帝创世的准确时间在公元前4004年。
年轻地球创造论者相信，上帝在6个24小时的时间里创造了地球上的生命，其中包括基本种类和被定义的种类（或称被人所命名的种类）。他们还相信，《圣经》记载的大洪水是史实，此大洪水在距今4500年前将地球上所有的生命全部毁灭，只有躲入诺亚方舟的生命才得以幸免，並重塑了地球的環境。
年轻地球创造论者反对进化论和物理、化学、天文学及地质学领域裡的诸多理论：他们不承认物理的和化学的年代测定法得出的地球年龄的数值，认为它们是不可靠的。他们视今日地表的各种地质形态和大陆板块漂移为灾变、特别是大洪水的结果。他们也反对宇宙、太阳系和各行星偶然形成与发展的理论，而是神所安排。在语言学领域，他们认为各种语言的产生源于上帝对造巴别塔人们原来共有语言的变乱。他们认为尼安德塔人和丹尼索瓦人等是巴别塔事件人类分散之后退化后形成的人类，恐龍等生物的化石都是上帝對信徒的“試探”，也可能是大洪水中死亡的生物等等（不过现在的年轻地球创造论者认为恐龙是存在的，在大洪水之前，恐龙和人类生活在一起。恐龙曾经上过挪亚方舟，并在大洪水之后不久的冰河时期中灭绝。创造论者也认为，现存的科莫多龙是硕果仅存的恐龙。），并猜测年代久于5000到10000年的化石发现都有年代测定上的错误，並拿伊卡黑石、阿坎巴羅雕像等歐帕茲當作恐龍與人類曾共存的證據。
对于任何其他关于世界起源的理论，特别是认为“世界形成的过程是自然科学可以研究和探明的，而不是如《圣经》记载的宇宙、生命和物种是由上帝创造的”的理论，年轻地球创造论者坚决拒绝或要求其他人給予明確證明。
他们还认为：作为科学的基本原则，自然主义及均变论根本不适合全面的描述世界；如果接受“年轻地球”和“灾变论”（大洪水），可以更好地解释当今的科学（特别是地质学）数据。

## 支持者

### 宗教組織
- 美南浸信會
- 基督復臨安息日會
- 笃信圣经长老会
- 法轮功

### 政治人物
- 麥克·彭斯[4]

## 其它
- US poll results — Public beliefs about evolution and creation （页面存档备份，存于）
- Evowiki条目——年轻地球创造论历史